# Sham 69
A Sham 69 angol punk/Oi! együttes. 1976-ban alakultak a surrey-i Hershamben. A nevet egy graffitiről vették, amelyet az énekes látott egy falon. A graffiti a következőt írta: "Walton and Hersham 69", de nagy részben lekopott a felirat, így csak "Sham 69" látszódott a falon. Első nagylemezüket 1978-ban adták ki. Származási helyük miatt "Hersham Boys" néven is ismertek. Punk rock, Oi!, street punk, hardcore punk műfajokban játszanak. 1979-ben feloszlottak, a tagok pedig új együttest alapítottak a Sex Pistols-szal. 1987 óta a Sham 69 újból aktív. Lemezkiadóik: Polydor Records, Parlophone Records, Step Forward Records. A 2007-es albumon Tim Scazz, míg a 2010-es lemezen Tim V énekelt, mivel Jimmy Pursey elhagyta az együttest szóló karrierje miatt. 

## Sham Pistols
1979-ben egy rövid életű supergroup is alakult, "Sham Pistols" néven, amelyet a Sex Pistols gitárosa, Steve Jones és dobosa, Paul Cook, illetve a SHAM 69 énekese, Jimmy Pursey és basszusgitárosa, Dave Tregunna alkottak. Ez a zenekar azonban tiszavirág életűnek számított. Mindössze pár számot dolgoztak fel az eredeti együtteseiktől, amelyek néhány "bootleg" (nem hivatalos) koncertalbumon és válogatáslemezen megjelentek. A tagok nem élveztek együtt zenélni Jimmy Pursey-vel, mivelhogy "túl érzelmes" volt és a stúdióban nem tudott olyan jól szerepelni, mint a Sham 69-ban. Talán a viharos "kapcsolat" miatt is bomlott fel még megalakulásának évében, 1979-ben a zenekar.

## Tagok
- Jimmy Pursey - ének (1975-1980, 1987-2006, 2011-)
- Dave Parsons - gitár (1977-1980, 1987-)
- Dave Tregunna - basszusgitár (1977-1980, 2011)
- Robin Guy - dobfelszerelés (2012-)

## Diszkográfia

### Stúdióalbumok
- Tell Us the Truth (1978)
- That's Life (1978)
- The Adventures of the Hersham Boys (1979)
- The Game (1980)
- Volunteer (1988)
- Information Libre (1991)
- Soapy Water and Mister Marmelade (1995)
- The A Files (1997)
- Direct Action: Day 21 (2001)
- Hollywood Hero (Európában Western Culture címmel jelent meg, 2007)
- Who Killed Joe Public (2010)
- Their Finest Hour (2013)
- It'll End in Tears (2015)
- Black Dog (2021)